# サンバイザー

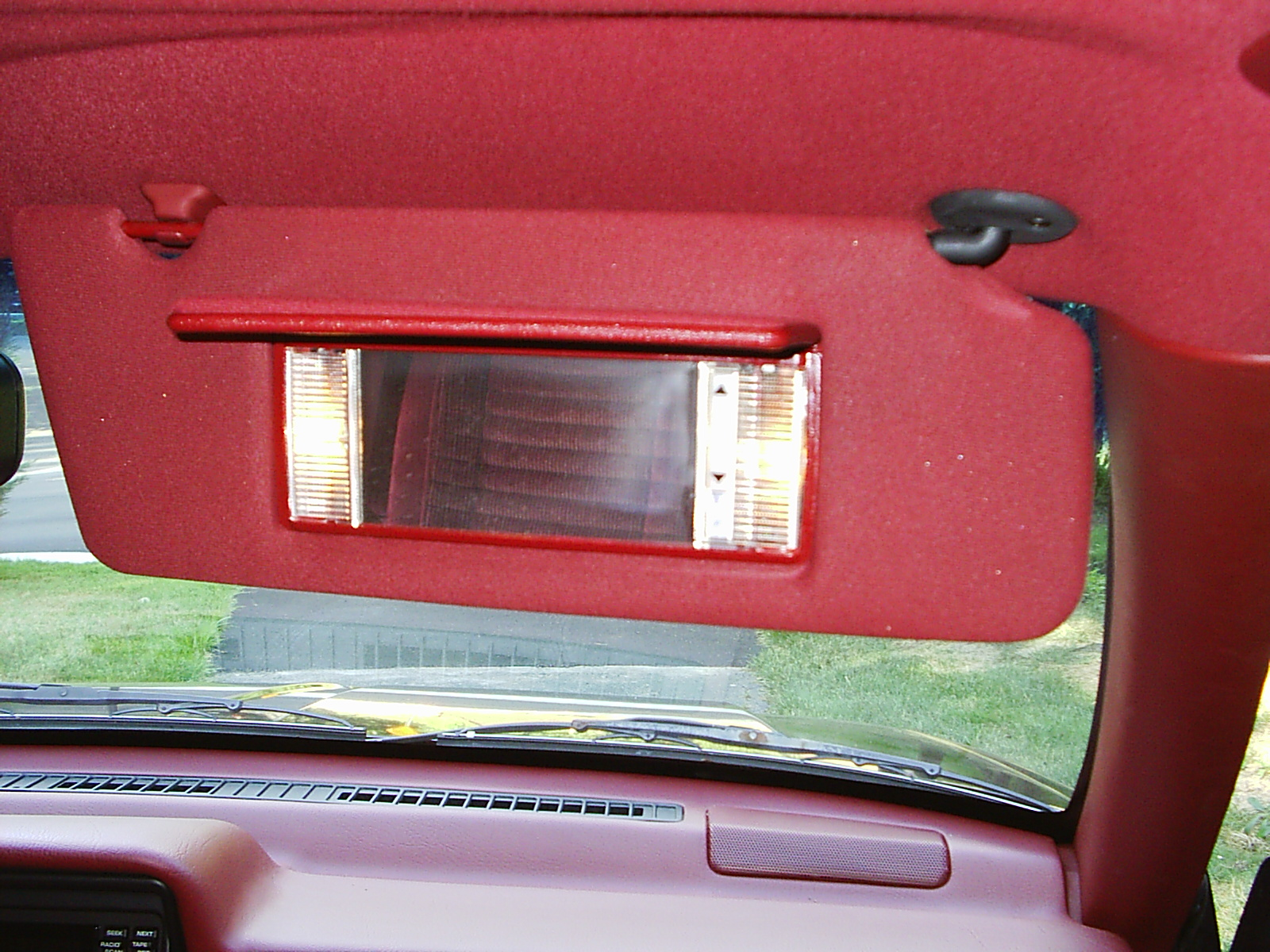
ジープ・グランドチェロキー1993年型のサンバイザー

サンバイザー (Sun visor) とは乗り物において、ドライバーやオペレーターの目を太陽の直射から守り、視界を確保するために用いる日除けのこと。

## 解説
普段はフロントウインドシールドの上に保持され、日差しの方向へ
の調整と使わないときは跳ね上げることができる。付帯機能として、有料道路の通行券などを挟むことのできるポケットや、化粧直しなどに利用できる、照明付きのバニティーミラーを備えるものもある。カスタマイズの分野においては液晶モニターの小型が進んだことから、サンバイザーに設置する追加モニターも販売されている。
大型バスや鉄道車両では、濃色の透明アクリル板を使う例も多い。なお、トラックやライトバンの廉価グレードでは、助手席サンバイザーを標準装備しないものがある。